# Juliana Edelburgis Kubitzki
Juliana Edelburgis Kubitzki (ur. 9 lutego 1905 w Dąbrówce Dolnej, zm. 20 lutego 1945 w Żarach) – niemiecka zakonnica ze Zgromadzenia Sióstr św. Elżbiety (elżbietanek), męczennica okresu II wojny światowej. Błogosławiona Kościoła katolickiego.

## Życiorys
Juliana Kubitzki urodziła się 9 lutego 1905 na Górnym Śląsku w rodzinie wielodzietnej jako przedostatnia z sześciorga rodzeństwa Wilhelma i Katarzyny z domu Bieniek. 14 lutego tegoż roku została ochrzczona w kościele św. Stanisława Biskupa w Fałkowicach. Jeden z jej braci Piotr, podobnie jak ona wybrał również drogę życia konsekrowanego, ponieważ całe rodzeństwo wychowane było w atmosferze głęboko religijnej.
Mając 24 lata, idąc za głosem powołania wstąpiła 15 września 1929 do Zgromadzenia Sióstr św. Elżbiety. W następnym roku, 23 kwietnia rozpoczęła nowicjat obierając imię zakonne Maria Edelburgis, a po roku (24 kwietnia 1931) złożyła pierwszą profesję zakonną. Po zdobyciu w 1932 uprawnień pielęgniarki, 24 września tegoż roku przełożone skierowały ją do placówki zakonnej w Żarach, gdzie służyła pomocą ambulatoryjną. W latach 1935–1936 opiekowała się osobami starszymi we Wrocławiu przy ul. Rybackiej. 29 czerwca 1936 złożyła uroczyste śluby wieczyste we Wrocławiu, po których 15 lipca 1936 powróciła do placówki w Żarach, gdzie służyła jej mieszkańcom jako pielęgniarka ambulatoryjna. Tam zastał ją tragiczny wybuch II wojny światowej.

## Męczeństwo
Najtrudniejsze chwile mieszkańcy Żar przeżyli 13 lutego 1945, kiedy do miasta wkroczyła idąca ze wschodu Armia Czerwona. Następnego dnia radzieccy żołnierze wkroczyli na teren klasztoru sióstr elżbietanek, nakazując jego opuszczenie. Wraz z innymi prześladowanymi kobietami siostry znalazły się następnie w tymczasowym miejscu schronienia w gospodzie. Miejsce to okazało się jednak niezbyt bezpieczne, dlatego przebierając się w świeckie ubrania postanowiły udać się na miejscową plebanię, zatrzymując się tam w urządzonej prowizorycznej kaplicy. Ale również i to miejsce nie było bezpieczne, ponieważ w nocy z 17 na 18 lutego trzy siostry wraz z kilkoma dziewczętami zostały uprowadzone przez czerwonoarmistów. Kolejny raz żołnierze pojawili się w budynku plebanii 20 lutego. W obawie przed ich napastowaniem siostry udały się na drugie piętro, chroniąc się w grupie starszych osób i dla kamuflażu założyły chustki na głowy. Zostały jednak przez żołnierzy rozpoznane, a jeden z nich podszedł do siostry Edelburgis i nakazał jej pójść za nim. W obawie przed przykrymi skutkami siostra stanowczo odmówiła. Czerwonoarmista zagroził jej wówczas śmiercią, jeśli tego nie zrobi. Po ponownej stanowczej odmowie, kilka razy uderzył ją lufą pistoletu w głowę, a następnie wycelował i oddał do niej z małej odległości kilka strzałów. Siostra straciła przytomność. Zaalarmowany wikariusz przybiegł, aby udzielić umierającej ostatnich sakramentów. Po kilku chwilach siostra zmarła.
Ciało zastrzelonej siostry położono na podłodze pomieszczenia plebanii. Pogrzeb zamordowanej odbył się parę dni później 23 lutego. Pochowana została początkowo obok głównego wejścia miejscowego parafialnego kościoła Wniebowzięcia NMP. W 1947 przeniesiono potajemnie trumnę ze szczątkami siostry na przyparafialny cmentarz. Uroczystego poświęcenia nagrobnej tablicy pamiątkowej dokonał ks. prał. Tadeusz Dobrucki.

## Proces beatyfikacji
Kościół mocą tradycji oraz szacunku do depozytu wiary, złożonego na Krzyżu przez Chrystusa otacza szczególną czcią jego spadkobierców, którzy w jego obronie złożyli swoje życie w ofierze ponosząc śmierć męczeńską. Mając to na uwadze, po zakończeniu działań wojennych przystąpiono do rozpoznania i sporządzenia listy osób konsekrowanych, które broniąc tego depozytu zostały zamordowane. Początkowo pojedynczo (Maksymilian Maria Kolbe OFMConv., Edyta Stein OCD i bp Michał Kozal), a potem zbiorowo, stopniowo grupując liczne grono męczenników okresu II wojny światowej, kościół wynosił ich na ołtarze. Pierwsza grupa 108 męczenników tego okresu została beatyfikowana 13 czerwca 1999 w Warszawie przez papieża Jana Pawła II podczas jego pielgrzymki do Polski.
W macierzystym zakonie siostry Edelburgis powstała po jej męczeńskiej śmierci szlachetna myśl, aby uczynić co możliwe w celu wyniesienia jej na ołtarze. Jednak przez długie lata powojenne ze względów, głównie politycznych w Polsce nie było to możliwe. Dopiero w 2009 Zarząd Generalny sióstr elżbietanek dysponując stosownymi, zebranymi i uporządkowanymi dokumentami podjął decyzję o wszczęciu postępowania beatyfikacyjnego. Następnie, w lutym 2010 na ręce metropolity wrocławskiego abp. Mariana Gołębiewskiego, siostry elżbietanki zwróciły się z prośbą o wyniesienie na ołtarze dziesięciu swoich sióstr prowincji wrocławskiej, w tym również siostry Juliany Edelburgis Kubitzki.
25 listopada 2011 w archikatedrze św. Jana Chrzciciela we Wrocławiu uroczystą mszą świętą został otwarty proces beatyfikacyjny przez abp. Mariana Gołębiewskiego siostry Marii Paschalis Jahn z grupą dziewięciu innych elżbietanek (wśród nich siostry Edelburgis), które poniosły męczeńską śmierć w okresie ostatniej wojny. Powołany został specjalny Trybunał Diecezjalny w celu zbadania dokumentacji, świątobliwości życia i okoliczności męczeństwa wszystkich sióstr, a postulatorką procesu została mianowana elżbietanka s. Miriam Zając CSSE. Specjalnym listem zwrócono się do wiernych z apelem o udostępnienie posiadanych dokumentów mogących dokładniej zbadać życie i działalność sióstr. 26 września 2015 w archikatedrze wrocławskiej abp. Józef Kupny w uroczystej mszy świętej zakończył proces na szczeblu diecezjalnym z udziałem czterech z dziesięciu rodzin zamordowanych sióstr, po czym akta zostały przekazane watykańskiej Kongregacji Spraw Kanonizacyjnych. 4 grudnia 2015 wydano dekret o ważności procesu diecezjalnego, a w 2019 złożono tzw. Positio, wymagane w dalszej procedurze beatyfikacyjnej. Na postulatorkę generalną wyznaczono s. Marię Paulę Zaborowską CSSE. 24 listopada 2020 odbyła się sesja konsultorów teologicznych, a 1 czerwca 2021 sesja kardynałów i biskupów Kongregacji Spraw Kanonizacyjnych, która zaakceptowała propozycje jej beatyfikacji. 19 czerwca 2021 papież Franciszek podpisał dekret o jej męczeństwie, co otworzyło drogę do beatyfikacji. Odtąd przysługiwał jej tytuł Czcigodnej Służebnicy Bożej.
11 czerwca 2022 podczas uroczystej eucharystii w archikatedrze św. Jana Chrzciciela we Wrocławiu, kard. Marcello Semeraro, reprezentujący papieża Franciszka dokonał uroczystej beatyfikacji Marii Paschalis Jahn i dziewięciu Towarzyszek, w tym Juliany Edelburgis Kubitzki.